# Nycteris macrotis
Nycteris macrotis là một loài động vật có vú trong họ Nycteridae, bộ Dơi. Loài này được Dobson mô tả năm 1876.